# Vladimir Maiakovski

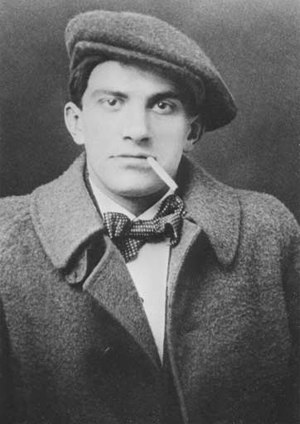
Vladimir Maiakovski în 1915

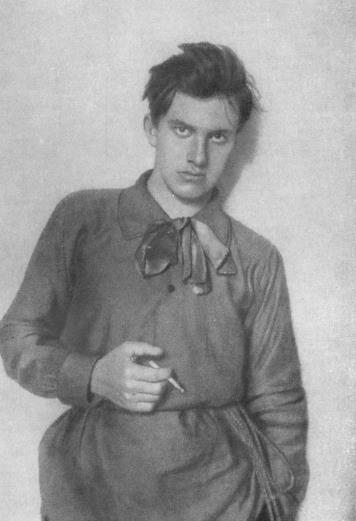
Vladimir Maiakovski

Vladimir Vladimirovici Maiakovski (în rusă Владимир Владимирович Маяковский; n. 19 iulie 1893, Baghdati⁠(d), viceregatul Caucazului⁠(d), Imperiul Rus – d. 14 aprilie 1930, Moscova, RSFS Rusă, URSS) a fost un poet și dramaturg rus.
Adevărat „copil al secolului”, Vladimir Maiakovski, este poetul care „a săvârșit una dintre cele mai mari revoluții literare cunoscute de istoria literaturii universale.”

## Biografie
S-a născut la 19 iulie 1893 în satul georgian Bagdadi care mai târziu în onoarea sa a fost numit Maiakovski. Tânărul Maiakovski încă din copilărie s-a obișnuit să respecte pe cei care muncesc, indiferent dacă erau de aceeași naționalitate cu el, sau de alta.
Tatăl poetului, Vladimir Konstantinovici Maiakovski, a lucrat timp de 17 ani la Bagdadi, ca brigadier silvic,  prin cinstea și iscusința sa precum și prin ideile lui democratice, atitudinea prietenoasă în relațiile cu cei din jur, și-a câștigat respectul și dragostea țăranilor localnici. „Din copilărie am înțeles limpede — își amintește sora poetului, Ludmila Vladimirovna Maiakovski — că munca este baza vieții. Familia noastră avea un mare respect pentru muncă... Dragostea pentru muncă, înțelegerea înaltei ei meniri, ne-a fost sădită și cultivată în suflet de părinți prin pilda lor".
În 1902 Maiakovski se înscrie la școala din Kutais unde va studia până în 1906 când tatăl său moare de septicemie. Astfel în 1906 se mută la Moscova împreună cu mama și cele două surori mai mari Olga și Ludmila unde-și va termina studiile până în 1908. În același an se înscrie în Partidul Social Democrat Rusesc și începe să scrie literatură marxistă. În 1909 este închis 6 luni pentru activități subversive. După eliberare abandonează politica pentru o perioadă și se înscrie la Școala de Arte din Moscova (singura instituție de învățământ superior în care studenții erau primiți fără a prezenta „certificatul de bună purtare" eliberat de poliție). Îndoindu-se de capacitățile sale de poet, el s-a avântat cu toată energia tinereții spre pictură. Succesele lui Maiakovski, în special în desen, au fost excepționale. Dacă ș-ar fi dorit, ar fi putut deveni pictor.  Dar încă din 1911, el se întoarce de data aceasta definitiv, la vechea lui pasiune, poezia.
Tot în 1911 îl cunoaște pe David Burliuk pe care în autobiografia sa IA SAM (Eu însumi) îl numește “adevăratul meu profesor”. 
În 1912 debutează în almanahul O palmă gustului public  cu poeziile Noci (Noaptea) și Utro (Dimineața), semnând totodată și manifestul colectiv al noii mișcări futuriste (întreaga creație maiakovskiană va purta urmele acestei orientări). 
În 1913 apare VLADIMIR MAIAKOVSKI: TRAGEDIIA ( Tragedia Vladimir Maiakovski) pusă în scenă la Moscova. 

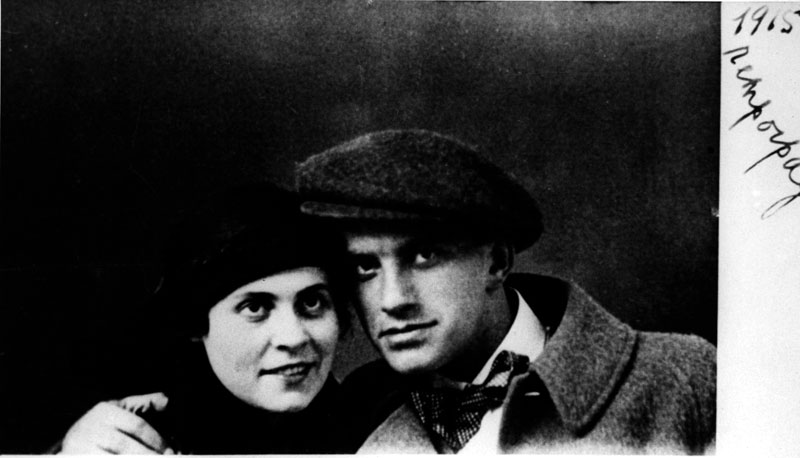
Vladimir Maiakovski si Lili Brik

În 1915 o cunoaște pe cea care avea sa devină iubirea vieții sale Lili Brik (soția lui Osip Brik, editorul și colaboratorul său literar) cu care începe o aventură ce va dura până în 1928. Tot în 1915 scrie și publică OBLAKO V SHTANAKH (Norul cu pantaloni) și FLEYTA POZVONOCHNIK (Flautul vertebrelor). Norul cu pantaloni - dedicat Liliei Brik - este una din operele sale programatice, poem „în patru strigate”- „Jos cu iubirea voastră”, „Jos cu arta voastră”, „Jos cu orânduirea voastră”, „Jos cu religia voastră” .
Încheie anii premergători apropiatei revoluții cu  Voina i Mir (Războiul si lumea) - o reacție la ororile războiului și Chelovek (Omul) - impresionat cosmic de zădărnicia  dragostei.
Între anii 1915 și 1917 a lucrat ca proiectant pentru Școala Militară de automobile din Petrograd.
În 1918 a fost editor al revistei Gazeta futuristov.
În 1919 se întoarce la Moscova unde atmosfera agitată a revoluției rusești îl inspiră să scrie poeme populare - încurajatoare pentru bolșevici. Din 1919 până în 1921 scrie piese scurte de propagandă pentru cunoscutele Vitrine Rosta.
În 1923 ca urmare a unor neînțelegeri cu Lili Brik pleacă într-o călătorie la  Berlin  și Paris unde scrie poemul liric PRO ETO (Despre asta) . Aici are o idilă  cu Tatyana Jakovleva în vârsta de 18 ani,  prietenă a scriitoarei  Elsa Triolet stabilită în Franța din 1918.
Întors la Moscova întemeiază împreună cu Osip Brik în 1923 gruparea literară  dadaistică LEF (Levii front iskusstva – Frontul de stânga al artei) pe care o va conduce până în 1928, unde va publica Pro Eto.
În 1924 scrie elegia morții lui Vladimir Lenin care-l va face cunoscut în toată Rusia. Călătorește în Europa, Statele Unite, Mexic, Cuba ; Maiakovski fiind unul din puținii scriitori cărora li s-a pe permis sa călătorească liberi în străinătate.
Frustrat în dragoste, îndepărtat de societatea sovietică, atacat de critici în presă și interzicându-i-se să mai călătorească în străinătate Maiakoski se sinucide la Moscova pe 14 aprilie 1930. 

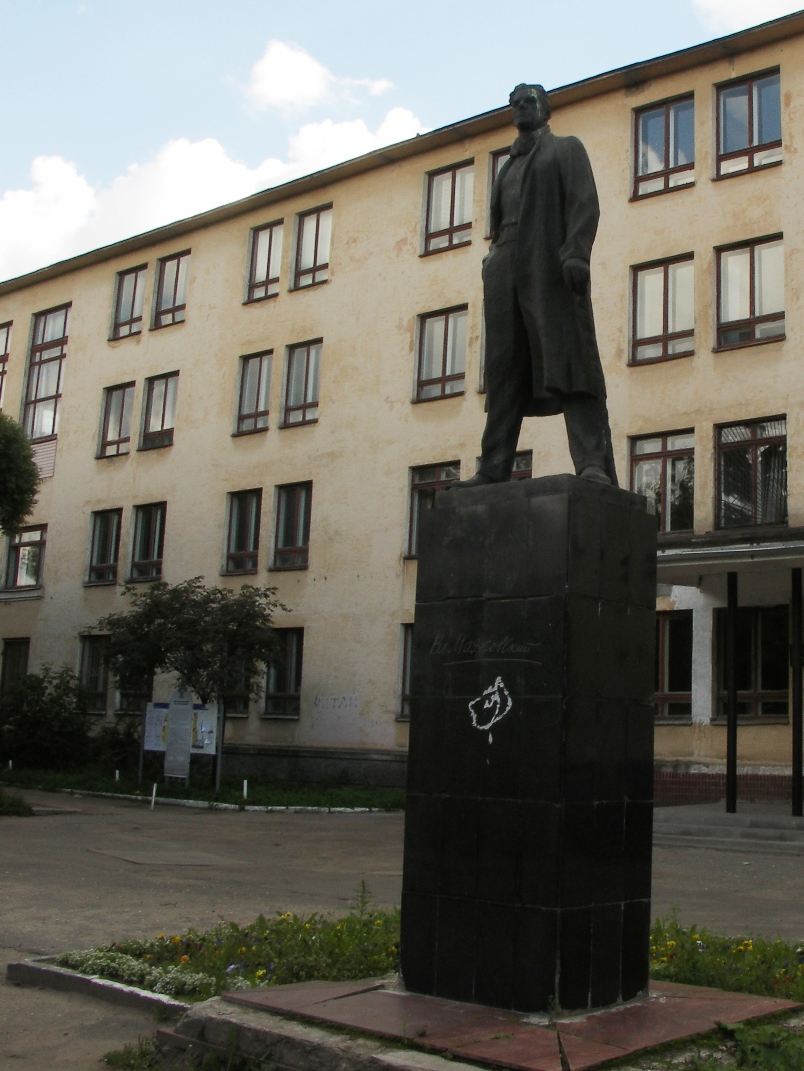
Statuia lui Maiakovski

Deși cu putini  ani în urmă condamna, într-un poem, sinuciderea lui Serghei Esenin, la un cenaclu în 1929 îi spune unui prieten: „Pentru a scrie un poem excelent și pentru a putea fi citit aici - acela trebuie să moară." În biletul lui de adio Maiakovski scria:”Mama, surori,  prieteni, iertați-mă - nu este bine (nu recomand altora), dar pentru mine nu se poate altfel. / Lili – iubește-mă. ”
Trupul său a fost incinerat pe data de 17 aprilie 1930 
Mai târziu  Maiakovski a fost elogiat de Stalin care declara că este “cel mai bun și talentat poet al epocii noastre sovietice” În 1935 a fost ridicată statuia lui Maiakovski în Piața Triumfalnaya Ploshad  –aceasta devenind  loc semnificativ pentru cultura moscovită.

## Activitatea literară
Lirica sa este impetuoasă și transpune în plan universal revolta sa individuală antiburgheză.
Se remarcă structura formală dinamică, abruptă, construcția surprinzătoare a ritmului, apelul la oralitate și la asociații metaforice sugestive.
Dacă la început a fost influențat de futurism, ulterior a evoluat spre o lirică militantă, dominată de concepția sa estetică, bazată pe ideea angajamentului social și astfel scrierile sale devine dedicate acțiunii, mișcării, vieții revoluționare.
A scris și teatru satiric de o deosebită virulență, în care predomină stilul publicistic.
- 1912: Ночь ("Noaptea")
- 1912: Утро ("Dimineața")
- 1912 POSHCHOCHINA OBSHCHESTVENNOMU VKUSU (O palma gustului public)
- 1913: Владимир Маяковский ("Vladimir Maiakovski"), tragedie
- 1915: Облако в штанах, Oblako v ștanah ("Norul cu pantaloni")
- 1916: Флейта-позвоночник, Fleita-pozvonočnik ("Flautul vertebrelor")
- 1916 PROSTAE KAK MYCHANIE
- 1916 VOINA I MIR, (Războiul si lumea)
- 1918 Человек, Celovek ("Omul")
- 1918 ODA REVOLYUTSI (Oda revoluției)
- 1918/1921: Мистерия Буфф,  Misteria buff ("Comediile Misterul buf")
- 1918 POET ROBOCII (Poetul muncitor)
- 1918: Левый марш (Матросам),  Levii marș (Matrozam) ("Marșul de stânga (Matrozii)")
- 1921 150.000.000, poem
- 1922 Люблю, Liubliu ("Iubesc"), poem
- 1922: Как работает республика демократическая?, Kak rabotaet respublika demokraticeskaia? ("Cine făurește o republică democrată?")
- 1923: (Париж (Разговорчики с Эйфелевой башней), Parij (Razgovorčiki c Eifelevoi bajnei) ("Paris, Convorbiri cu Turnul Eiffel")
- 1923 Про это, Pro eto ("Despre asta")
- 1923 LIRIKA
- 1924 VLADIMIR ILYITSH LENIN
- 1924 Maiakovski si poeziile sale
- 1924-1925 PARIZ
- 1925: Владимир Ильич Ленин ("Vladimie Ilici Lenin")
- 1925 SOBRANIE SOCHINENII  (4 vol.)
- 1926 Как делать стихи?, Kak delat stihi ("Cum se fac versurile?")
- 1926: Мое открытие Америки, Moe otkrtie Ameriki ("Descoperirea mea, America")
- 1927 Хорошо!, Horoșo ("Foarte bine!")
- 1928: Письмо Татьяне Яковлевой, Pismo Tatiane Iakovlevoi ("Scrisoare către Tatiana Iakovlevna")
- 1928 KON-OGON
- 1929: Клоп, Klop ("Ploșnița")
- 1930 Баня, Bania ("Baia")
- 1930 VO VES GOLOS (În gura mare)
- 1934-1938  POLNOE SOBRANIE SOCHINENII, (13 vols.)
- 1978 SEMYA MAIAKOVSKII V PISMAKH
- 1982 V.V. MAIAKOVSKII I. L.IU. BRIK - Corespondenta dintre Vladimir Maiakovski și Lili Brik intre anii 1915-1930
- 1969 O versiune bilingva rusa- romana a operei poetice a lui Maiakovski a apărut în anul 1969 la Editura pentru literatură din București.

Maiakovski a condus revistele Krokodil, Lef, Novti.

## Însemnătate
„În lirica modernă a secolului al XX-lea, creația maiakovskiană – eroică, tragică si satirică – se lasă receptată ca o prezentă insolită si originală. Poet al revoluției, poet politic prin excelență, Maiakovski a influențat hotărâtor evoluția poeziei contemporane.”